# 元老院 (カメルーン)
元老院（げんろういん、仏: Sénat、英: Senate）は、カメルーンの議会（上院）。1996年のカメルーン憲法改正によって、元老院が設置された。

## 概要
上院には100議席と規定され、そのうち70名が選挙で選出され、30名が大統領によって任命される。各州に10名の上院議員が配置される。70席は、360の地方議会の10,636人の議員による間接選挙となる。
各州では、選出された70人の上院議員が混合型の政党名簿比例代表で議席を確保する。選挙人団の投票は無記名投票により各州の首都で義務として行われる。投票しない場合は市議会議員または地方議員の任務を剥奪されるという罰則が課せられる。候補者は40歳以上のカメルーン国民で、立候補する地域に居住し、政党に所属している必要がある。
元老院議長は共和国大統領が職務不能となった場合に次の大統領選挙が行われるまで、暫定大統領を務める。しかし、大統領選挙に出馬することはできない。

## 構成
| 行政区分   | 選挙枠 | 大統領任命枠 |
| ---------- | ------ | ------------ |
| アダマワ州 | 7      | 3            |
| 中央州     | 7      | 3            |
| 東部州     | 7      | 3            |
| 極北州     | 7      | 3            |
| リトラル州 | 7      | 3            |
| 北部州     | 7      | 3            |
| 北西州     | 7      | 3            |
| 南部州     | 7      | 3            |
| 南西州     | 7      | 3            |
| 西部州     | 7      | 3            |